# Liste des cathédrales du Soudan du Sud
Cet article recense les cathédrales du Soudan du Sud.

## Liste
| Cathédrale                            | Diocèse        | État                      | Ville   | Coordonnées                      | Illustration               |
| ------------------------------------- | -------------- | ------------------------- | ------- | -------------------------------- | -------------------------- |
| Cathédrale Sainte-Thérèse             | Djouba         | Équatoria-Central         | Djouba  | 4° 49′ 38″ nord, 31° 36′ 01″ est | Image manquante Téléverser |
| Cathédrale Saint-Joseph               | Malakal        | Nil Supérieur             | Malakal | 9° 32′ 11″ nord, 31° 39′ 17″ est | Image manquante Téléverser |
| Cathédrale de la Sainte-Famille       | Rumbek         | Lacs                      | Rumbek  | 6° 48′ 26″ nord, 29° 40′ 35″ est | Image manquante Téléverser |
| Cathédrale du Christ-Roi              | Tombura-Yambio | Bahr el Ghazal occidental | Yambio  | 4° 34′ 07″ nord, 28° 23′ 49″ est | Image manquante Téléverser |
| Cathédrale Saint-Pierre-et-Saint-Paul | Torit          | Équatoria-Oriental        | Torit   | 4° 24′ 35″ nord, 32° 34′ 14″ est | Image manquante Téléverser |
| Cathédrale Sainte-Marie               | Wau            | Bahr el Ghazal occidental | Wau     | 7° 41′ 56″ nord, 27° 59′ 53″ est | Image manquante Téléverser |
| Cathédrale Saint-Emmanuel             | Yei            | Équatoria-Central         | Yei     | 4° 05′ 38″ nord, 30° 40′ 35″ est | Image manquante Téléverser |